# 阿纳托利·瓦瑟曼
阿纳托利·亚历山德罗维奇·瓦瑟曼（羅馬化：Anatoliy Aleksandrovich Vasserman，羅馬化：Anatoliy Oleksandrovych Vasserman；1952年12月9日—）是一位政治家、记者和政治专家，曾多次赢得电视智力问答节目。自2021年9月起，他成为俄罗斯联邦第八届国家杜马议员。

## 制裁
瓦瑟曼于2022年因俄乌战争而受到英国政府制裁。